# Kathryn Kates
Kathryn Jane Kates (29 de janeiro de 1948 - 22 de janeiro de 2022) foi uma atriz americana. Ela era conhecida por aparições em Seinfeld nos episódios "The Rye" e "The Dinner Party". Ela também apareceu em Law & Order: Special Victims Unit, Orange Is the New Black, The Many Saints of Newark entre outros papéis na televisão e no cinema. Kates também tem muitos créditos fora da Broadway.